# Бокаа
Бокаа (англ. Bokaa) — населённый пункт сельского типа на юго-востоке Ботсваны, на территории округа Кгатленг.

## Географическое положение
Находится в юго-западной части округа, в 20 км к юго-западу от административного центра округа, села Мочуди, на высоте 958 м над уровнем моря. К югу от деревни расположена плотина Бокаа, построенная в 1993 году на реке Мицимотлхабе (приток реки Нотвани).

## Население
По данным переписи 2011 года население деревни составляет 5765 человек.
Динамика численности населения города по годам:
| 2001 | 2011 | 2013 |
| ---- | ---- | ---- |
| 3812 | 5765 | 6221 |